# České Petrovice
České Petrovice (en allemand : Böhmisch Petersdorf) est une commune du district d'Ústí nad Orlicí, dans la région de Pardubice, en République tchèque. Sa population s'élevait à 158 habitants en 2024.

## Géographie
České Petrovice se trouve à 11 km à l'est-nord-est de Žamberk, à 23 km au nord-ouest d'Ústí nad Orlicí, à 60 km à l'est-nord-est de Pardubice et à 155 km à l'est de Prague.
La commune est limitée par Klášterec nad Orlicí à l'ouest et nord, par la Pologne au nord-est, par Mladkov au sud-est et au sud, et par Pastviny au sud-ouest.

## Histoire
La première mention écrite de la localité date de 1601.

## Galerie

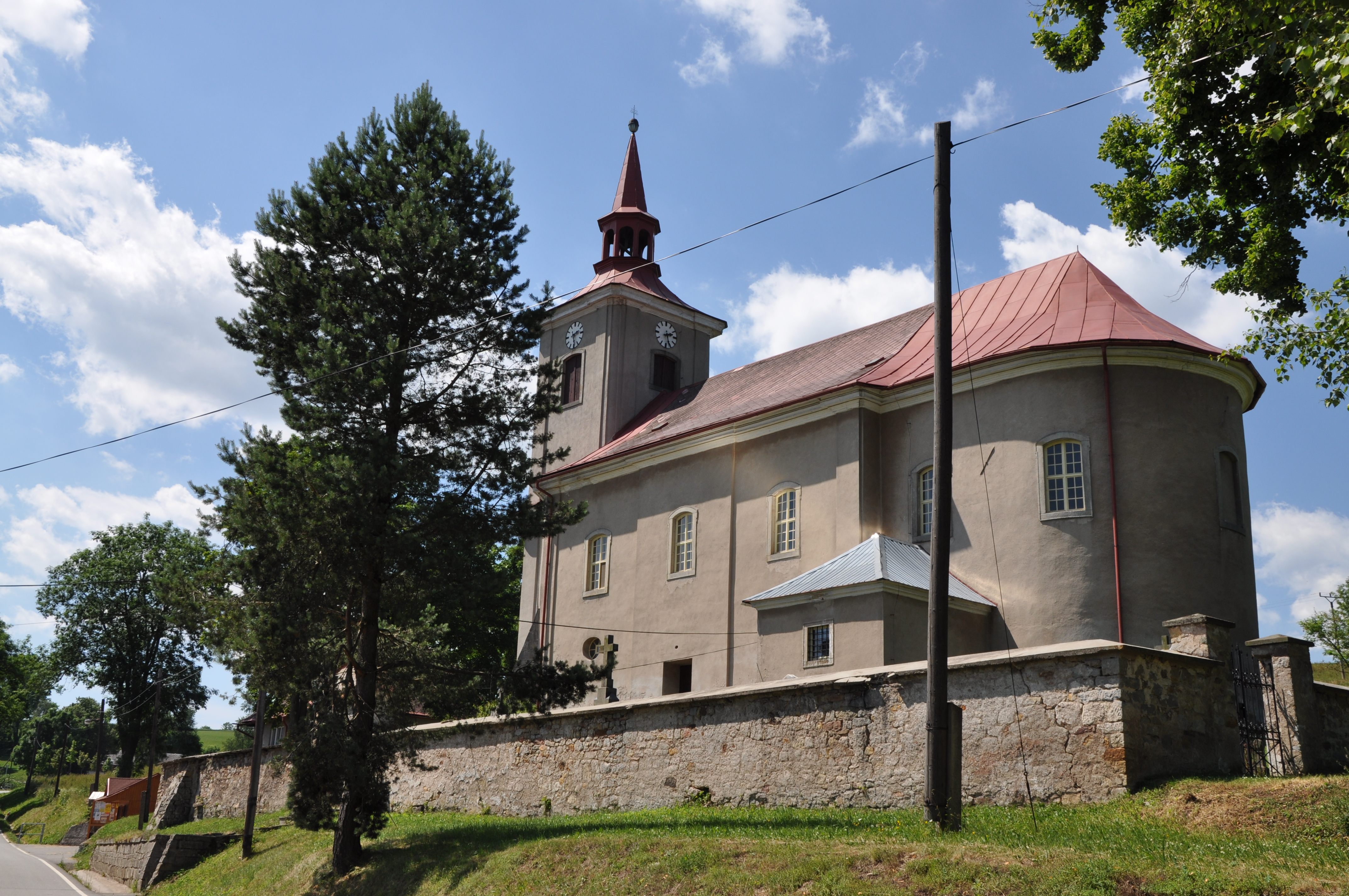
Église Saints-Pierre-et-Paul.
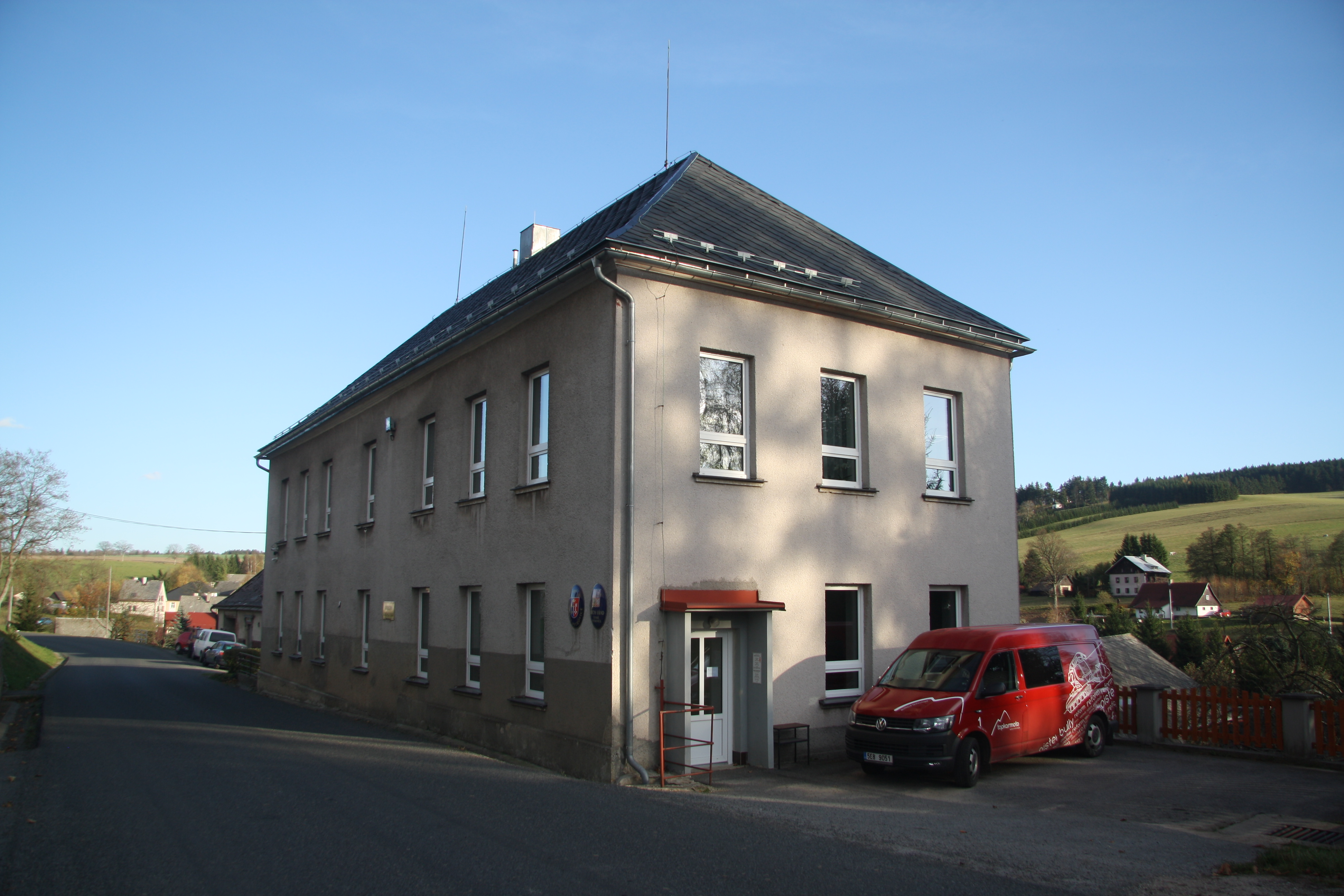
Mairie de České Petrovice.

## Transports
Par la route, České Petrovice se trouve à 13 km de Žamberk, à 31 km d'Ústí nad Orlicí, à 76 km de Pardubice et à 186 km de Prague. 